# Isobel Stevens
Isobel "Izzie" Katherine Stevens è stata un personaggio nella serie televisiva Grey's Anatomy, interpretata da Katherine Heigl.

## Descrizione
Izzie è la coinquilina di Meredith e George. È cresciuta vicino a Chehalis, Washington, vivendo in un campo caravan, e si è pagata la scuola di medicina facendo la modella di abbigliamento intimo. Per questo è stata presa in giro da Alex Karev, che l'ha soprannominata "Dottoressa Modella". Dalla rivelazione che Izzie fa a una sua paziente (una ragazzina incinta proveniente dalla sua stessa città natale, che le ricorda molto il suo passato), si scopre che ha avuto una figlia all'età di 16 anni e che successivamente l'ha data in adozione. Sua figlia, a cui ha dato il nome di Sarah, fu presumibilmente adottata da una famiglia benestante che ha vissuto per qualche tempo a Santa Barbara prima di trasferirsi altrove. La bambina, ora di nome Hannah, a undici anni si ammala di leucemia, per questo Izzie le dona il midollo osseo su disperata richiesta dei genitori adottivi.
Talvolta si lascia coinvolgere sentimentalmente dai suoi pazienti, soprattutto con Dennison Duquette, del quale si innamora perdutamente, ma che muore nel finale della seconda stagione, dopo che lei accetta la sua proposta di matrimonio.
Nell'episodio 11 della seconda stagione, in occasione della nascita delle cinque gemelle premature che occupano tutto lo staff del reparto, sembra che Izzie sia interessata a intraprendere una specializzazione in pediatria, anche se poi non sceglierà questa strada.
Nella puntata 8×13, ambientata nella realtà parallela, viene menzionata da Meredith e Alex: il suo nome diventa quasi un aggettivo, infatti i due definiscono Cristina "Izzie", cioè "pazza". In questa realtà si viene a conoscenza del fatto che Izzie si è innamorata di un paziente, probabilmente Denny, e ha rubato un cuore per lui, ma non avendo sviluppato il legame di amicizia con Meredith, quest'ultima l'ha denunciata, causandone il licenziamento.

## Storia del personaggio
Prima stagione
Durante la prima stagione Izzie Stevens incomincia la specializzazione al Seattle Grace Hospital. Viene assegnata insieme a Meredith Grey, Cristina Yang, George O'Malley e Alex Karev alla dottoressa Miranda Bailey, soprannominata "La nazista" a causa dei suoi modi burberi. Vive a casa di Meredith insieme a lei e George. Durante il quarto episodio viene presa in giro da Alex per aver fatto la modella di intimo, ma lei si farà valere dicendo che ora non ha più debiti della scuola di medicina.

### Seconda stagione
Izzie è la prima ad avvicinarsi ad Alex Karev, scoprendolo molto dolce sotto la scorza del duro. I due incominciano a uscire insieme, ma lui teme di lasciarsi coinvolgere troppo e finisce per tradirla. Delusa, Izzie smette di rivolgergli la parola, ma poi lo perdona. Il paziente Denny Duquette, intanto, comincia timidamente a farle la corte: Izzie si affeziona a lui e al suo caso fino a innamorarsene e a mettere in pericolo lui (in attesa di trapianto di cuore) e la propria carriera pur di fargli avere un cuore al più presto. Dopo la morte di Denny, Izzie cade in un profondo stato depressivo, tanto da lasciare il programma di specializzazione chirurgica, per poi tornare successivamente in ospedale grazie all'aiuto di Meredith, Cristina, George e Alex.

### Terza stagione
Nella prima puntata della stagione, la dottoressa Bailey chiede a Izzie di rimanere nel programma e scopre che Denny Duquette le ha lasciato un'eredità di 8,7 milioni di dollari. Izzie ritorna nel programma di specializzazione dopo un consulto con il primario, il dottor Webber, il quale decide con la dottoressa Bailey, di metterla in prova prima dell'effettivo reintegro. Nonostante sia già passato del tempo dalla morte di Denny e nonostante gli sforzi, Izzie rimane ancora turbata ogni volta che Denny viene menzionato in qualche modo. In aggiunta, Izzie mostra qualche segno di insoddisfazione per le limitate mansioni mediche a cui le è permesso dedicarsi. Dopo aver lasciato il suo assegno dell'eredità apposto con una calamita sul frigorifero di casa per lungo tempo, indecisa se strapparlo o incassarlo, alla fine Izzie decide di depositarlo e di investire i soldi per contribuire alla fondazione del poliambulatorio gratuito della dottoressa Bailey, chiamato Denny Duquette Memorial Clinic, in modo da poter aiutare anche una sua giovane paziente a sottoporsi ad una costosa operazione alla spina dorsale. Naturalmente la dottoressa Bailey scopre tutto e la riprende perché ritiene si stia facendo coinvolgere nuovamente troppo; nonostante ciò, Izzie vuole essere ancora un chirurgo e si prefigge di bilanciare la sfera professionale e quella affettiva.
In uno degli episodi della stagione, Izzie si trova a prestare aiuto a un uomo rimasto incastrato sotto le lamiere della sua auto ribaltata, in serio pericolo di vita. Izzie gli trapana il cranio per ridurre la pressione sul suo cervello; compie quest'azione senza aiuto diretto, ma sotto la guida telefonica del primario Webber e del dottor Mark Sloan. Sarà lo stesso primario ad annunciarle che, dopo il suo intervento in quest'incidente, il suo periodo di prova è terminato e che potrà finire di trapanare la testa a quest'uomo in sala operatoria, sentendosi una rock star.
Alla fine della terza serie, Izzie, elaborato il lutto per la morte di Denny, si scopre gelosa di George in seguito al matrimonio di quest'ultimo con Callie. I due litigano e per settimane non si parlano, ma ben presto si riappacificano e fanno l'amore mentre sono ubriachi. Inizialmente decidono di fare finta di nulla e di continuare la loro amicizia come se niente fosse, ma in seguito capiscono di non poter ignorare l'accaduto. George smette di parlare a Izzie, spinto dal rimorso e dal senso di colpa nei confronti di sua moglie. Izzie, però, capisce di amare George e glielo comunica il giorno del matrimonio di Cristina e Burke, quando viene a sapere da Callie che proveranno a fare un bambino.

### Quarta stagione
George e Izzie continuano a ignorarsi, ma si danno una possibilità dopo che lui divorzia da Callie. Dopo una breve relazione, però, entrambi si rendono conto che non c'è chimica tra loro e che funzionavano meglio come amici che come coppia.
Verso la fine della stagione Izzie si avvicina molto ad Alex e lo consola la notte in cui Rebecca viene ricoverata in una clinica psichiatrica per una gravidanza isterica, perché persuasa di essere incinta.
Miranda Bailey, dichiarandosi orgogliosa del percorso fatto da Izzie e rendendosi conto che lei stessa deve rinunciare a qualcosa, decide di lasciare la gestione del poliambulatorio e di affidarlo alla giovane Stevens, giudicandola la più preparata per questo compito.

### Quinta stagione
Izzie si avvicina sempre più ad Alex, fino a rimettersi con lui. Ma l'arrivo in ospedale del paziente a cui Izzie - un anno e mezzo prima - aveva rubato il cuore per Denny, le fa tornare in mente il suo fidanzato morto, al punto tale che incomincia a vederlo. Non solo lo vede, ma immagina di parlargli, toccarlo, fare l'amore con lui. Dopo diverso tempo, l'immagine di Denny che Izzie continua a vedere le lascia intendere che le appare per avvisarla che è malata.
In seguito a degli esami Izzie scopre di essere malata di cancro: un melanoma metastatico al quarto stadio che si era diffuso al fegato, pelle e cervello e la cui diagnosi le lascia solo qualche mese di vita. Sconvolta, Izzie sente il bisogno di condividere quel peso con qualcuno, così decide di comunicare la notizia solamente a Cristina, la più forte e razionale dei suoi amici. Cristina, però, non riesce a mantenere un segreto così grande e finisce per rivelarlo anche agli altri. George si sente escluso, perché lo è venuto a sapere per ultimo dalla dottoressa Bailey. In seguito a due interventi, Izzie sembra guarita e ritrova un po' di serenità in vista delle imminenti nozze tra Derek e Meredith, ma ripiomba nel più totale sconforto quando ricomincia a vedere Denny: capisce allora di avere un altro tumore al cervello. Una volta scoperto il piccolissimo tumore che la tormenta, Derek confida a tutti che, poiché il cancro si trova in una posizione molto difficile da raggiungere, l'intervento rischia di far perdere a Izzie la memoria e l'uso della parola.
Meredith decide di rinviare le proprie nozze e di far sposare Izzie e Alex al suo posto, donando così all'amica un momento di vera felicità e rendendola protagonista del matrimonio da sogno che lei stessa aveva organizzato nei minimi particolari. Terminata la cerimonia, Izzie decide di sottoporsi all'intervento, accettando tutti i rischi, ma anche firmando la liberatoria contro l'accanimento terapeutico, naturalmente senza l'approvazione di Alex. L'ennesimo intervento riesce e Izzie, dopo un primo momento di preoccupazione destata dalla perdita della memoria a breve termine, grazie agli insistenti tentativi di Alex, riesce a recuperare la memoria, ma sviene subito dopo tra le braccia del marito. La quinta stagione per Izzie si chiude nel peggiore dei modi: a causa di un'insufficienza renale va in arresto, e anche se Cristina, Alex, Il Capo Webber e la Bailey cercano di salvarla, ignorando il divieto di rianimazione, la serie si chiude con lei sospesa tra la vita e la morte in una sorta di "limbo" insieme a George, appena deceduto, dopo essere stato travolto da un autobus per salvare una donna. Alla fine dell'episodio si vede infatti Izzie in ascensore, con il vestito che doveva far vedere a Denny prima che lui morisse, e davanti a lei compare George, in abito da militare.

### Sesta stagione
L'inizio di stagione conferma che Izzie è sopravvissuta, a differenza di George. Dopo aver aiutato Callie a decidere cosa fare degli organi del suo ex-marito la Stevens riprende a lavorare per mantenere il suo posto di lavoro in seguito alla fusione col Mercy West. Nonostante il suo impegno, a causa di un brusco litigio con uno specializzando del Mercy West, Izzie sbaglia completamente la diagnosi e la terapia di una paziente rischiando di farla morire. Il Capo è costretto quindi a licenziarla e mandarla via. Izzie è sconvolta ed esce di scena nel quinto episodio, lasciando anche Alex con solo un biglietto, perché crede che il suo licenziamento dipenda dal fatto che lui abbia parlato di lei con il primario. Torna nel nono episodio per chiedere a Derek di curare il suo vecchio professore di scienze, che lei definisce come "la ragione per cui è diventata un chirurgo". Dal momento in cui torna, però, Izzie dovrà affrontare le domande e i risentimenti dei suoi compagni, lo specializzando del Mercy West con cui aveva discusso l'ultima volta e, ovviamente, la rabbia e delusione di Alex. Infine ha una discussione piuttosto accesa anche col Capo, da cui pretende il budget pro-bono dell'ospedale per l'operazione del suo amato professore. 
A fine episodio, Izzie se ne andrà di nuovo, per poi ritornare un'ultima volta nel dodicesimo episodio.
Notando che Alex sta provando a superare Izzie, Meredith chiama l'amica, che torna per cercare di risistemare il suo matrimonio: ha capito di aver incolpato Alex senza motivo, e, avendo trovato un possibile lavoro in un ospedale di Tacoma, ha pensato di tornare a vivere con lui anche se lavorerà altrove.
Izzie segue Alex e gli altri in ospedale per fare un'ultima TAC, che è sorprendentemente negativa e mostra chiaramente l'assoluta guarigione dal cancro che tanto l'aveva afflitta. Il primo a cui comunica la notizia è proprio Alex, che appena lo sa l'abbraccia forte, dicendole che la ama da morire ma non tornerà con lei: pur amandola ancora, ha infatti capito, grazie a lei, di essere una persona abbastanza buona da meritarsi una relazione più stabile di quella che hanno avuto loro fino a quel momento. Izzie, così, decide di lasciare Seattle per sempre e di ricominciare da capo altrove, scoprendo anche di non aver ottenuto il lavoro a Tacoma.
Successivamente, Izzie invia le carte del divorzio ad Alex, il quale deciderà di firmarle nell'episodio 6x21, ponendo così fine al loro matrimonio.
Durante l'ultimo episodio della stagione, Alex, in stato di shock dopo essere stato gravemente ferito dal signor Clark con un colpo di pistola all'addome, pur avendo una relazione stabile con Lexie la scambia con Izzie, facendo intuire di amarla ancora.

### Sedicesima stagione
Nell'episodio 16x16, Meredith, Jo, Richard e la Bailey ricevono una lettera da Alex, che si trova in Kansas nella fattoria di Izzie, ormai diventata un chirurgo oncologico. Alex scrive che non tornerà più a Seattle, perché è padre di due gemelli, concepiti da Izzie utilizzando gli embrioni,  che i due decisero di conservare nella quinta stagione.  Alex e Izzie vivono insieme ai loro due bambini Alexis e Eli, che da grandi aspirano a diventare dei grandi chirurghi come i loro genitori.